# Danse de la chèvre
La Danse de la chèvre (H. 39) d'Arthur Honegger est une pièce pour flûte traversière seule, composée en 1921 pour le flûtiste René Le Roy. Éditée par Salabert en 1932, la partition originale semble perdue. Véritable succès discographique, l'œuvre est caractérisée par sa rythmique ternaire vive évoquant la danse d'une chèvre.

## Historique
Le contexte historique de la composition de la Danse de la chèvre est favorable au jeune compositeur suisse. Il vient de connaître une série de succès avec ses œuvres de musique de chambre, le Premier Quatuor à cordes date de 1917 tandis que l'année 1920 voit la composition d'une série de pièces pour deux instruments ou plus, comme la Sonate pour alto et piano, la Sonatine pour deux violons et la Sonate pour violoncelle et piano ou encore l’Hymne pour dix instruments à cordes. Si Honegger consacre ses premières élans de compositeur au piano, la musique de chambre relève toute son importance dans sa production du début des années 1920 et prendra fin brusquement en 1923, malgré la composition tardive des deux autres quatuors à cordes entre 1934 et 1937. Au cours de l'année 1921, Honegger travaille à la composition du ballet pour patins à roulettes Skating-Rink créé en janvier 1922. Le genre de musique de scène est rémunérateur, Honegger en compose pas moins de vingt-huit entre 1919 et 1952. C'est de ce genre qu'est issu la Danse de la Chèvre pour flûte seule, seul élément qui survit à la musique de scène écrite pour La Mauvaise pensée, une pièce de Sacha Derek.
Composée probablement en novembre 1921 pour la danseuse Lysana dans la pièce de Derek, l'œuvre est créée le 2 décembre 1921 au Nouveau Théâtre[Lequel ?] à Paris et dédiée au flûtiste René Le Roy. Elle fait partie de ces œuvres d'inspiration libre écrites pour flûte seule, dont font partie Syrinx de Claude Debussy de 1913 ou encore Densité 21,5 d'Edgar Varèse de 1936. L'œuvre n'est éditée qu'en 1932 par Salabert.

## Structure et analyse
La pièce est d'une durée d'exécution de 3 minutes environ. Après une introduction lente, représentant le réveil de la chèvre, le caractère de la musique devient léger, rapide, généralement aigu et primesautier, c'est la danse de la chèvre, basée sur un rythme 9/8 en « fa majeur chromatisé ». S'ensuit le repos de la chèvre, dû un ralentissement du morceau, pour revenir au thème de la danse, la chèvre ayant récupéré des forces après le repos. Le morceau s'achève par une phrase similaire à l'introduction qui représente la chèvre fatiguée, prête à dormir. 

## Discographie
L'œuvre a été abondamment enregistrée en raison de l'instrument pour lequel elle est écrite et fait partie du répertoire de très nombreux flûtistes, notamment des Français Michel Debost et Alain Marion.

### Ouvrages
- Harry Halbreich, Arthur Honegger : un musicien dans la cité des hommes, Paris, Fayard/Sacem, 1992, 816 p. (ISBN 2-213-02837-0)

1. ↑  p. 293
2. 1 2 3  p. 343-344
3. ↑  p. 67

- Pierre Meylan, Honegger, L'Âge d'Homme, 1982, 205 p.

- Marcel Delannoy, Honegger, Pierre Horay, 1953, 250 p.

- Jacques Tchamkerten, Arthur Honegger, Papillon, 2005, 261 p.

1. 1 2  p. 69